# Guantanamera (film)
Guantanamera è un film del 1995 diretto da Tomás Gutiérrez Alea e Juan Carlos Tabío.
Tratto liberamente dalla celebre canzone, il film è un ritratto divertente e scanzonato della realtà cubana.
Fu presentato in concorso alla 52ª Mostra internazionale d'arte cinematografica di Venezia.

## Trama
Cuba: Adolfo, proprietario di pompe funebri, è sposato con la bella Gina. La morte di una zia gli suggerisce di tentare un piano mirabolante: una staffetta delle pompe funebri per consegnare feretri da una parte all'altra dell'isola. 
Molte le avventure e le disavventure di un viaggio rivelatore della vita, della morte e dell'incredibile vitalità e filosofia della Cuba di oggi, strozzata dall'embargo e da una burocrazia spesso disumana e molesta.